# Lännart Nilzon
Lännart Nilzon, född 9 mars 1961, är en svensk före detta bandyspelare med moderklubb Ljusdals BK. Han gjorde 378 matcher i Ljusdal och är lillebror till Tommy Nilsson.